# Goffredo VI d'Angiò
Goffredo d'Angiò, in francese Geoffroy VI d'Anjou (Rouen, 3 giugno 1134 – Nantes, 27 luglio 1158) è stato conte del Maine, d'Angiò e di Nantes dal 1156 alla sua morte.

## Origine
Era figlio del Conte di Angiò e del Maine e futuro Duca di Normandia, Goffredo il Bello o Plantageneto e dell'erede al trono d'Inghilterra e al ducato di Normandia, Imperatrice Matilde, figlia primogenita del re d'Inghilterra e duca di Normandia, Enrico I e di sua moglie Matilde di Scozia, figlia del re di Scozia Malcolm III e di Margherita, discendente del Casato dei Wessex.
Sua madre, Matilde, era stata imperatrice del Sacro Romano Impero dal 1114 al 1125, in quanto moglie dell'imperatore Enrico V e poi fu regina d'Inghilterra, non incoronata, per pochi mesi, nel 1141. Suo fratello era Enrico II Plantageneto, futuro re d'Inghilterra e duca di Normandia. 

## Biografia
Alla morte del padre, nel 1151, Goffredo ricevette come feudi i castelli di 
Chinon, Loudun e Mirebeau, con la clausola che le contee d'Angiò e del Maine, che ora andavano a suo fratello, Enrico, già duca di Normandia, sarebbero passate a Goffredo, nel momento in cui Enrico fosse divenuto re d'Inghilterra. 
Goffredo, nell'estate del 1152, fece parte dell'esercito francese che, agli ordini del re, Luigi VII di Francia, invase la Normandia, impedendo a suo fratello Enrico di portare la guerra contro il re d'Inghilterra, Stefano di Blois. 
Nel 1154, Enrico divenne re d'Inghilterra, ma non ottemperò alle volontà testamentarie del padre, forse per l'atteggiamento di Goffredo di due anni prima. Allora Goffredo si ribellò al fratello, che nel 1156, dopo aver conquistato i castelli di Goffredo, lo obbligò a sottomettersi. Enrico concesse a Goffredo i titoli di conte d'Angiò e del Maine, ma soprattutto lo incoraggiò ad accettare l'invito dei cittadini di Nantes che, cacciato il conte, Hoel III di Bretagna, lo elessero conte di Nantes.
Goffredo morì a Nantes, due anni dopo, nel 1158, senza lasciare eredi, ed Enrico si riappropriò dell'Angiò e del Maine ed inoltre, come erede di suo fratello, rivendicò la contea di Nantes che annesse all'Angiò.

## Discendenza
Di Goffredo non si conosce alcuna discendenza.

## Ascendenza
|                        |                           |                            | Genitori                            |  |  | Nonni |  |  | Bisnonni         |  |  | Trisnonni               |  |
|                        |                           |                            |                                     |  |  |       |  |  | Folco IV d'Angiò |  |  | Goffredo II di Gâtinais |  |
|                        |                           |                            |                                     |  |  |       |  |  | Folco IV d'Angiò |  |  | Goffredo II di Gâtinais |  |
|                        |                           | Ermengarde d'Angiò         |                                     |  |  |       |  |  | Folco IV d'Angiò |  |  |                         |  |
| Folco V d'Angiò        |                           |                            |                                     |  |  |       |  |  | Folco IV d'Angiò |  |  |                         |  |
|                        |                           | Bertrada di Montfort       | Simon I de Montfort                 |  |  |       |  |  |                  |  |  |                         |  |
|                        |                           | Bertrada di Montfort       | Simon I de Montfort                 |  |  |       |  |  |                  |  |  |                         |  |
|                        |                           | Bertrada di Montfort       | Agnese d'Évreux                     |  |  |       |  |  |                  |  |  |                         |  |
| Goffredo V d'Angiò     |                           | Bertrada di Montfort       |                                     |  |  |       |  |  |                  |  |  |                         |  |
|                        |                           | Elia I del Maine           | John de Beaugency                   |  |  |       |  |  |                  |  |  |                         |  |
|                        |                           | Elia I del Maine           | John de Beaugency                   |  |  |       |  |  |                  |  |  |                         |  |
|                        |                           | Elia I del Maine           | Paule del Maine                     |  |  |       |  |  |                  |  |  |                         |  |
| Eremburga del Maine    |                           | Elia I del Maine           |                                     |  |  |       |  |  |                  |  |  |                         |  |
|                        |                           | Matilda di Château-du-Loir | Gervais II, Lord di Château-du-Loir |  |  |       |  |  |                  |  |  |                         |  |
|                        |                           | Matilda di Château-du-Loir | Gervais II, Lord di Château-du-Loir |  |  |       |  |  |                  |  |  |                         |  |
|                        |                           | Matilda di Château-du-Loir | Éremburge                           |  |  |       |  |  |                  |  |  |                         |  |
| Goffredo VI d'Angiò    |                           | Matilda di Château-du-Loir |                                     |  |  |       |  |  |                  |  |  |                         |  |
|                        | Guglielmo I d'Inghilterra | Roberto I di Normandia     |                                     |  |  |       |  |  |                  |  |  |                         |  |
|                        | Guglielmo I d'Inghilterra | Roberto I di Normandia     |                                     |  |  |       |  |  |                  |  |  |                         |  |
|                        | Guglielmo I d'Inghilterra | Herleva                    |                                     |  |  |       |  |  |                  |  |  |                         |  |
| Enrico I d'Inghilterra | Guglielmo I d'Inghilterra |                            |                                     |  |  |       |  |  |                  |  |  |                         |  |
|                        |                           | Matilde delle Fiandre      | Baldovino V di Fiandra              |  |  |       |  |  |                  |  |  |                         |  |
|                        |                           | Matilde delle Fiandre      | Baldovino V di Fiandra              |  |  |       |  |  |                  |  |  |                         |  |
|                        |                           | Matilde delle Fiandre      | Adele di Francia                    |  |  |       |  |  |                  |  |  |                         |  |
| Matilda d'Inghilterra  |                           | Matilde delle Fiandre      |                                     |  |  |       |  |  |                  |  |  |                         |  |
|                        |                           | Malcolm III di Scozia      | Duncan I di Scozia                  |  |  |       |  |  |                  |  |  |                         |  |
|                        |                           | Malcolm III di Scozia      | Duncan I di Scozia                  |  |  |       |  |  |                  |  |  |                         |  |
|                        |                           | Malcolm III di Scozia      | Suthen                              |  |  |       |  |  |                  |  |  |                         |  |
| Matilde di Scozia      |                           | Malcolm III di Scozia      |                                     |  |  |       |  |  |                  |  |  |                         |  |
|                        |                           | Margaret di Scozia         | Edoardo l'Esiliato                  |  |  |       |  |  |                  |  |  |                         |  |
|                        |                           | Margaret di Scozia         | Edoardo l'Esiliato                  |  |  |       |  |  |                  |  |  |                         |  |
|                        |                           | Margaret di Scozia         | Agata di Kiev                       |  |  |       |  |  |                  |  |  |                         |  |
|                        |                           | Margaret di Scozia         |                                     |  |  |       |  |  |                  |  |  |                         |  |